# Винфилд (Пенсилванија)
Винфилд (енгл. Winfield) насељено је место без административног статуса у америчкој савезној држави Пенсилванија.

## Демографија
По попису из 2010. године број становника је 900.
| Група             | 2000.    | 2010.       |
| Белци             | 0 (0,0%) | 872 (96,9%) |
| Афроамериканци    | 0 (0,0%) | 3 (0,3%)    |
| Азијати           | 0 (0,0%) | 7 (0,8%)    |
| Хиспаноамериканци | 0 (0,0%) | 9 (1,0%)    |
| Укупно            | 0        | 900         |